# Beverly Jensen
Beverly Jensen (* 17. Juli 1953 in Westbrook (Maine); † 13. Juli 2003 in Maine) war eine US-amerikanische Schauspielerin und Schriftstellerin, deren Kurzgeschichten in verschiedenen Literaturzeitschriften und gesammelt in Romanform veröffentlicht wurden.

## Leben
Beverly Jensen, die jüngste von vier Schwestern, wuchs in Westbrook (Maine) auf. An der University of Maine sowie der Southern Methodist University studierte sie Schauspiel. Sie spielte drei Jahre am Barter Theatre in Abingdon (Virginia), bevor sie 1978 nach New York ging, wo sie bei Larry Moss weiteren Schauspielunterricht nahm.
1984 heiratete sie Jay Silverman, Literaturprofessor am Nassau Community College auf Long Island. 1986 gab Jensen die Schauspielerei auf. Zwei Kinder kamen zur Welt (1987 und 1993), und Jensen nahm einen Teilzeitjob an. Ende 2002 wurde bei Jensen Bauchspeicheldrüsenkrebs diagnostiziert. Sie starb am 13. Juli 2003 in Maine.

## Werk
Nachdem sie als Schauspielerin aufgehört hatte, begann Jensen in ihrer freien Zeit neben Familie und Job, Kurzgeschichten über das Leben ihrer Mutter Idella und deren Schwester Avis zu schreiben. Eine Veröffentlichung strebte sie nicht an.
Nach ihrem Tod kümmerte sich Jay Silverman um das literarische Vermächtnis seiner Frau. 2006 erschien Wake in der Literaturzeitschrift „New England Review“. Die Kurzgeschichte wurde auch für die Anthologie „The Best American Short Stories 2007“ ausgewählt, bei der Stephen King als Gastherausgeber tätig war. Der New England Review veröffentlichte zwei weitere Kurzgeschichten, Gone und Pan-Fried. Idella’s Dress erschien 2009 in „Sisters: An Anthology“. Im gleichen Jahr veröffentlichte das Magazin „Poets & Writers“ Finding Beverly.
Am 28. Juni 2010 erschien The Sisters from Hardscrabble Bay, eine Zusammenstellung aller Kurzgeschichten zu einem Roman. Die deutsche Version Die Hummerschwestern kam am 23. April 2012 heraus.